# Pero Mingán
Pero Mingán es el nombre de una variedad cultivar de manzano (Malus domestica). Esta manzana está cultivada en la colección de la Estación Experimental Aula Dei (Zaragoza) con n.º de accesión 1158. Así mismo está cultivada en la colección del Banco de Germoplasma del manzano de la Universidad Pública de Navarra con el N.º BGM278; ejemplares procedentes de esquejes localizados en Villaviciosa (Principado de Asturias). También está cultivado en la National Fruit Collection con el número de accesión: 1947-133 y Accession name: Pero Mingan.

## Sinónimos
- "Manzana Pero Mingán",[8]
- "Pero Mingan (apple)",[9][10]
- "Reineta Parda",
- "Raneta Parda",
- "Perumingán".[11][12][13][2]

## Características
El manzano de la variedad 'Pero Mingán' tiene un vigor medio. El árbol tiene tamaño medio y porte erecto, con tendencia a ramificar muy baja; ramos con pubescencia ausente o muy débil; presencia de lenticelas muy escasa; grosor de los ramos grueso; longitud de los entrenudos media.
Tamaño de las flores medias, con la disposición de los pétalos libres entre sí, color de la flor abierta blanco; época de floración media, con una duración de la floración larga. Tiene un tiempo de floración que comienza a partir del 8 de mayo con el 10% de floración, para el 12 de mayo tiene una floración completa (80%), y para el 17 de mayo tiene un 90% caída de pétalos. Incompatibilidad de alelos S9 S10.
Las hojas tienen una longitud del limbo de tamaño grande, con color verde oscuro, pubescencia presente, con la superficie poco brillante. Forma del limbo es lanceolado, forma del ápice apicular, forma de los dientes ondulados, y la forma de la base del limbo redondeado. Plegamiento del limbo con porte horizontal, estípulas filiformes; longitud del pecíolo medio.
La variedad de manzana 'Pero Mingán' tiene un fruto de tamaño medio, de forma globoso cónica; con color de fondo verde blanquecino, con sobre color de importancia bicolor, color del sobre color rosa, reparto del sobre color en placas continuas, y una sensibilidad al "russeting" (pardeamiento áspero superficial que presentan algunas variedades) débil; con una elevación del pedúnculo que sobresale poco, grosor de pedúnculo fino, longitud del pedúnculo medio, anchura de la cavidad peduncular es media, profundidad cavidad pedúncular grande, importancia del "russeting" en cavidad peduncular media; profundidad de la cavidad calicina es media, anchura de la cavidad calicina es media, importancia del "russeting" en cavidad calicina es débil; apertura de los lóbulos carpelares parcialmente abiertos; apertura del ojo parcialmente abierto; color de la carne crema; acidez débil, azúcar alto, y firmeza de la carne media.
Época de maduración y recolección muy tardía a partir de mediados de octubre. Se trata de una variedad productiva, tiende a dar cosechas numerosas cada dos años (contrañada);  conviene aclarar la producción cuando estén en flor o el fruto sea pequeño, para que dé buenos frutos anualmente. Se usa como manzana de mesa.

## Susceptibilidades
- Oidio: ataque fuerte
- Moteado: ataque medio
- Fuego bacteriano: ataque medio
- Carpocapsa: no presenta
- Pulgón verde: ataque medio
- Araña roja: ataque medio[4][15]